# Кубанов, Алексей Алексеевич
Алексей Алексеевич Кубанов (род. 13 декабря 1970 года) — российский дерматовенеролог, академик РАН (2022).
Мать — академик РАМН и РАН, директор Центрального кожно-венерологического института А. А. Кубанова (1948—2019).

## Биография
Родился 13 декабря 1970 года.
В 1994 году окончил лечебный факультет Московского медицинского стоматологического института им. Н. А. Семашко, затем была учёба в аспирантуре Центрального НИИ дерматовенерологии (сейчас это — Государственный научный центр дерматовенерологии и косметологии).
С 1999 года — научный сотрудник в отделении урологических и генитальных заболеваний.
В 2003 году возглавил НИИ химиоиммунотерапии лепры при Федеральном агентстве по здравоохранению и социальному развитию.
В 2005 году защитил докторскую диссертацию, тема: «Комплексная иммунологическая и молекулярная диагностика пацилломавирусной инфекции у больных и определение формирования злокачественной трансформации эпителиальных тканей»
В 2016 году избран членом-корреспондентом РАН.
В 2022 году избран академиком РАН.
Заведующий кафедрой дерматовенерологии и косметологии РМАНПО.
Долгое время был заместителем директора по научной работе ГНЦДК, затем был вынужден покинуть эту должность после вышедшей в конце 2016 года из-за директивы Минздрава, вводящей ограничения на работу родственников в одной медицинской организации (его мать, А. А. Кубанова была на тот момент директором ГНЦДК), и ему пришлось перейти на должность ведущего научного сотрудника. После её смерти в мае 2019 года стал исполняющим обязанности директора.

## Научная деятельность
Специалист в области диагностики и лечения кожных и венерических болезней.
Автор 247 научных работ, из них 8 монографий и 17 авторских свидетельств и/или патентов.

## Награды
- Орден Пирогова (13 июня 2024 года) — за заслуги в научной деятельности и многолетнюю добросовестную работу[4]